# Paulus Almanus
Paulus Almanus (Alemannus) war ein deutscher Augustiner und Uhrmacher aus Augsburg. Er reiste im Rahmen des Heiligen Jahres 1475 nach Rom und war dort im Umkreis des päpstlichen Hofes von Sixtus IV. als Uhrmacher für Kardinäle und Bischöfe tätig. Ein erhaltenes Manuskript von ihm, das sich heute in der Staats- und Stadtbibliothek Augsburg unter der Signatur 2 Cod 209 befindet, enthält die Beschreibung und Abbildungen von 30 Uhren aus dieser Zeit. In den Zeichnungen, die zu den frühesten erhaltenen Konstruktionszeichnungen von Uhren zählen, finden sich für die damalige Zeit sehr ungewöhnliche Neuerungen, wie die von in Minuten unterteilte Zifferblätter oder eine erste Darstellung der so genannten Spindelhemmung.